# Friederike Klippel
Friederike Klippel (* 25. Mai 1949 in Hameln an der Weser) ist eine deutsche Anglistin und Fachdidaktikerin. Sie ist emeritierte Professorin der Ludwig-Maximilians-Universität München und gilt international als eine der wichtigsten Vertreterinnen der historischen Fremdsprachenforschung.

## Leben
Nach einem Lehramtsstudium an der Justus-Liebig-Universität Gießen in den Fächern Anglistik, Pädagogik, Geschichte und Kunsterziehung für das Lehramt an Grund-, Haupt- und Realschulen arbeitete Klippel von 1971 bis 1974 als Lehrerin an Grund- und Hauptschulen in Emden und Werne. Ihre akademische Laufbahn führte sie mit einem Masterstudium an der Victoria University in Wellington in Neuseeland fort. Es folgte die Promotion im Jahr 1979 zum Thema Das Lernspiel und seine Verwendung im Englischunterricht und die Habilitation im Jahr 1992 mit einer Untersuchung zum Englischlernen im 18. und 19. Jahrhundert: Die Geschichte der Lehrbücher und Unterrichtsmethoden an der Technischen Universität Dortmund. Von 1994 bis 2015 hatte Klippel den Lehrstuhl für Didaktik der englischen Sprache und Literatur an der Ludwig-Maximilians-Universität München inne. Nach ihrer Emeritierung lehrte sie als Gastprofessorin an der Universität Wien und nahm Lehraufträge an den Universitäten Heidelberg und Gießen wahr.
Klippel ist Trägerin des Bayerischen Verdienstordens und erhielt die Ehrendoktorwürde der Pädagogischen Hochschule Ludwigsburg für Verdienste in der Lehrerbildung in Deutschland. Sie hat drei Kinder.
Gremien- und Verbandstätigkeit
Neben der Forschung, der wissenschaftlichen Nachwuchsförderung und der akademischen Lehre engagierte sich Klippel in verschiedenen bildungspolitischen und wissenschaftlichen Gremien, Beiräten und Gesellschaften, etwa der DESI-Studie (Deutsch-Englisch-Schülerleistungen-International) und der PISA-Studie (Programme for International Student Assessment). Von 2003 bis 2007 war Klippel Prorektorin der Ludwig-Maximilians-Universität München; von 2008 bis 2013 war sie Vorsitzende des Hochschulrats der Universität Erfurt. Sie ist Mitglied verschiedener nationaler und internationaler Fachgesellschaften. In der Deutschen Gesellschaft für Fremdsprachenforschung (DGFF) war sie ab 1991 als Beiratsmitglied und später als zweite Vorsitzende aktiv.
Forschung und Nachwuchsförderung
Klippels Forschungsschwerpunkte liegen im Bereich der historischen Fremdsprachenforschung, der Fremdsprachenlehrerbildung, der Forschungstraditionen und -methoden sowie der Didaktik und Methodik des Englischunterrichts. Neben Untersuchungen zur Geschichte des Fremdsprachenlehrens und -lernens veröffentlichte sie Einführungen sowie zahlreiche Werke und Unterrichtsmaterialien zum Englischunterricht aller Schulstufen.
Zudem engagierte sie sich in der Nachwuchsförderung. Mit 30 erfolgreichen Promotionen und drei Habilitationen hat sie einen Beitrag zur Weiterentwicklung englischdidaktischer Forschung geleistet. Zahlreiche Arbeiten sind in der von ihr herausgegebenen Reihe Münchener Arbeiten zur Fremdsprachenforschung (MAFF) im Waxmann Verlag erschienen.

## Schriften (Auswahl)
- (2022) Forschungsmethoden in der Fremdsprachendidaktik. Narr, Tübingen, ISBN 978-3-8233-8432-8 (hrsg. zusammen mit Daniela Caspari, Michael Legutke, Karen Schramm).
- (2013) Schulsprachenpolitik und fremdsprachliche Unterrichtspraxis. Historische Schlaglichter zwischen 1800 und 1989. Waxmann, Münster, ISBN 978-3-8309-2866-9 (hrsg. mit Elisabeth Kolb und Felicitas Sharp).
- (2007) Englischdidaktik. Praxishandbuch für die Sekundarstufe I und II. Scriptor, Berlin, ISBN 978-3-589-22172-1 (mit Sabine Doff).
- (2005) Sprachen der Bildung – Bildung durch Sprachen im Deutschland des 18. und 19. Jahrhunderts. Harrassowitz, Wiesbaden, ISBN 3-447-05264-3 (hrsg. mit Werner Hüllen).
- (2004) Let’s talk: Lehrtechniken. Vom gebundenen zum freien Sprechen. (Hrsg. Jörg Siebold; Autoren: Wolfgang Butzkamm, Friederike Klippel, Jörg Siebold) Cornelsen, Berlin, ISBN 3-464-35987-5.
- (2002) Heilige und profane Sprachen. Holy and profane languages. Die Anfänge des Fremdsprachenunterrichts im westlichen Europa. The beginnings of foreign language teaching in Western Europe. Wiesbaden: Harrassowitz. (Hrsg. mit Werner Hüllen). ISBN 3-447-04632-5.
- (2000) Englisch in der Grundschule. Handbuch für einen kindgemäßen Fremdsprachenunterricht. Cornelsen Scriptor, Berlin, ISBN 978-3-589-05057-4.
- (1994) Englischlernen im 18. und 19. Jahrhundert. Die Geschichte der Lehrbücher und Unterrichtsmethoden. Nodus, Münster, ISBN 978-3-89323-250-5.
- (1987) Englischmethodik. Problemfelder, Unterrichtswirklichkeit und Handlungsempfehlungen. Cornelsen, Berlin, ISBN 978-3-464-00618-4 (mit Helmut Heuer).
- (1984) Keep Talking. Communicative fluency activities for language teaching. Cambridge University Press, Cambridge, ISBN 978-0-521-27871-3.